# Nestor Burma
Nestor Burma ist ein vom französischen Schriftsteller Léo Malet erfundener Detektiv, wohnhaft in der Rue de Mogador, Paris. 

## Fiktive Biografie
Der Romanheld Nestor Burma kam 1927 aus Montpellier in die Hauptstadt und verkehrte zunächst in anarchistischen Kreisen. Später eröffnete er die Detektei Fiat Lux, die zur Zeit der Romane drei Angestellte hat: die in Nestor Burma hoffnungslos verliebte Sekretärin Hélène Chatelain sowie zwei Außendienstmitarbeiter, Roger Zavatter und Louis Réboul.
Nestor Burma befindet sich, wie viele Romandetektive, in ständiger Konkurrenz zur Polizei, speziell zu Kommissar Florimond Faroux. Der Ruf von Nestor Burma bei der Polizei ist jedoch gut und gelegentlich führt er auch verdeckte Aufträge für den Staat durch. Im Zweifelsfall agiert Nestor Burma allerdings allein und seine Fälle löst er vor allem durch Gespür und seine Kontakte, die sich über ganz Paris erstrecken. Er steht in der Tradition amerikanischer Detektive wie Sam Spade und Philip Marlowe, hat aber deutlich mehr Humor und sein Erscheinungsbild – Maßanzüge und exzentrische Pfeife – weist eine eigene Note aus.
Die ersten Romane entstanden Anfang der 1940er Jahre – noch ortsungebunden – vor dem Hintergrund des Krieges und der deutschen Besatzung. Erst zwischen 1954 und 1959 entstanden die meisten Romane der berühmten Serie Die neuen Geheimnisse von Paris mit der Idee, jede Folge in einem anderen Pariser Arrondissement spielen zu lassen. Die vom Elster-Verlag herausgegebenen Übersetzungen enthalten einen sogenannten Nachgang, der in den vom rororo-Verlag danach erschienenen Taschenbücher übernommen wurde. Die von Peter Stephan geschriebenen ausführlichen Anhänge führen den Leser durch das im Roman behandelte Arrondissement, allerdings 30 Jahre später im stark veränderten Paris der 1980er Jahre.

## Romane der Nestor-Burma-Reihe
- 1943 – Hundertzwanzig, Rue de la Gare (Cent vingt, rue de la Gare)
- 1945 – Nestor Burma in der Klemme (Nestor Burma contre C.Q.F.D.)
- 1945 – Blüten, Koks und blaues Blut (L'homme au sang bleu)
- 1946 – Solution au cimetière
- 1946 – Tödliche Pralinen (Nestor Burma et le monstre)
- 1947 – Das fünfte Verfahren (Le cinquième procédé)
- 1948 – Coliques de plomb
- 1949 – Applaus für eine Leiche (Gros plan du macchabée)
- 1949 – Ein Toter hat kein Konto (Le paletots sans manches)
- 1955 – Faux frère

Die neuen Geheimnisse von Paris (Les Nouveaux Mystères de Paris)
- 1954 – Bilder bluten nicht • 1. Arrondissement (Le soleil naît derrière le Louvre)
- 1955 – Stoff für viele Leichen • 2. Arrondissement (Des kilomètres de linceuls)
- 1955 – Marais-Fieber • 3. Arrondissement (Fièvre au Marais)
- 1955 – Die Nächte von St. Germain • 6. Arrondissement (La Nuit de Saint-Germain-des-Prés oder Le sapin pousse dans les caves)
- 1955 – Die Ratten im Mäuseberg • 14. Arrondissement (Les Rats de Montsouris)
- 1956 – Wie steht mir Tod? • 10. Arrondissement (M'as-tu vu en cadavre?)
- 1956 – Corrida auf den Champs-Élysées • 8. Arrondissement (Corrida aux Champs-Élysées)
- 1956 – Das stille Gold der alten Dame • 16. Arrondissement (Pas de bavards à la Muette)
- 1956 – Die Brücke im Nebel • 13. Arrondissement (Brouillard au pont de Tolbiac)
- 1957 – Ein Clochard mit schlechten Karten • 15. Arrondissement (Les Eaux troubles de Javel)
- 1957 – Stress um Strapse • 9. Arrondissement (Boulevard… ossements)
- 1957 – Kein Ticket für den Tod • 12. Arrondissement (Casse-pipe à la Nation)
- 1957 – Bambule am Boul' Mich' • 5. Arrondissement (Micmac moche au Boul'Mich)
- 1958 – Spur ins Ghetto • 4. Arrondissement (Du rébecca rue des Rosiers)
- 1959 – Wer einmal auf dem Friedhof liegt… • 17. Arrondissement (L'Envahissant Cadavre de la plaine Monceau)
  - 2008: Sammelband bei Zweitausendeins: die Geschichten aus den Arr. 1, 2, 3, 6, 10, 12, 13, 14, 15 und 16, ohne die Stadtpläne und literarischen Nachgänge ISBN 3861508907

- 1962 – Bei Rotlicht Mord (Nestor Burma en direct)
- 1967 – Wenn Tote schwarze Füße tragen (Nestor Burma revient au Bercail)
- 1968 – Im Schatten von Montmartre (Drôle d'épreuve pour Nestor Burma)
- 1969 – Der parfümierte Todeshauch (Un croque-mort nommé Nestor)
- 1970 – Tote reden kurze Sätze (Nestor Burma dans l'île)
- 1971 – Blutbad in Boulogne (Nestor Burma court la poupée)
- 1974 – Les neiges de Montmartre
- 1981 – La femme sans enfant
- 1981 – Le deuil en rouge
- 1982 – Une aventure inédite de Nestor Burma
- 1983 – Poste restante

## Verfilmungen
- 1946 – 120, rue de la Gare
- 1977 – La Nuit de Saint-Germain-des-Prés – Regie: Bob Swaim, mit Michel Galabru in der Hauptrolle
- 1982 – Die Spürnase (Nestor Burma, détective de choc) – Regie: Jean-Luc Miesch
- 1991 – Nestor Burmas Abenteuer in Paris: Schweigen ist Gold (Pas de bavards à la muette) – Regie: Henri Helman
- 1992 – Nestor Burmas Abenteuer in Paris: Einmal ist keinmal (Le soleil naît derrière le Louvre) – Regie: Joyce Buñuel
- 1991 bis 2003 – Nestor Burmas Abenteuer in Paris, TV-Serie in 39 Folgen mit Guy Marchand

## Adaptionen alsGraphic Novel
- Brouillard au pont de Tolbiac (Casterman, 1982); dt.: „Die Brücke im Nebel“ (Carlsen, 1984), gezeichnet von Jacques Tardi
- 120, rue de la Gare (Casterman, 1988); dt.: „120, rue de la Gare“ (Ed. Moderne, 1988), gezeichnet von Jacques Tardi. Eine Mischform (komplett dt. Text, je Doppelseite zwei identische Tardi-Bilder, insgesamt 63 verschiedene aus dem Comic adaptierte sowie ein Porträt Malets von Debbîche von 1946) wurde 1996 beim Elster-Verlag aufgelegt, ISBN 3891512333
- Une gueule de bois en plomb (Casterman, 1990); dt.: „Blei in den Knochen“ (Ed. Moderne, 1989), gezeichnet von Jacques Tardi
- Casse-pipe à la Nation (Casterman, 1996); dt.: „Kein Ticket für den Tod“ (Ed. Moderne, 1997), gezeichnet von Jacques Tardi
- M'as-tu vu en cadavre? (Casterman, 2000); dt.: „Wie steht mir Tod?“ (Ed. Moderne, 2000), gezeichnet von Jacques Tardi, ISBN 978-3-907055-52-6
- La nuit de Saint-Germain-des-Prés (Casterman, 2010); dt. Die lange Nacht von Saint Germain des Prés (Schreiber & Leser, 2010), gezeichnet von Emmanuel Moynot, ISBN 978-3-941239-39-5
- Le soleil naît derrière le Louvre (Casterman, 2010); dt. Bilder bluten nicht (Schreiber & Leser, 2010), gezeichnet von Emmanuel Moynot, ISBN 978-3-941239-54-8
- L'envahissant cadavre de la plaine Monceau (Casterman, 2009); dt. Wer einmal auf dem Friedhof liegt... (Schreiber & Leser, 2012), gezeichnet von Emmanuel Moynot, ISBN 978-3-941239-80-7
- Boulevard... ossements (Casterman, 2013); dt. Stress um Strapse (Schreiber & Leser, 2014), gezeichnet von Nicolas Barral, ISBN 978-3-943808-36-0

## Hörbücher
- Mehrere Krimis sind als Hörbücher für Sehgeschädigte in der Reihe Daisy erhältlich bzw. werden von entsprechenden Spezialbibliotheken verliehen.